# Terizidon
A terizidon a tbc (gümőkór) gyógyítására használt gyógyszer.

## Fordítás
Ez a szócikk részben vagy egészben  a   Terizidone című angol Wikipédia-szócikk fordításán alapul.  Az eredeti cikk szerkesztőit annak laptörténete sorolja fel. Ez a jelzés csupán a megfogalmazás eredetét és a szerzői jogokat jelzi, nem szolgál a cikkben szereplő információk forrásmegjelöléseként.